# Necròpolis de Can Piteu - Can Roqueta
La necròpolis de Can Piteu - Can Roqueta és una necròpolis d'incineració, de l'edat dels metalls enquadrada al bronze final i a la primera edat del ferro. El jaciment és al terme municipal de Sabadell (Vallès Occidental, Barcelona), inclòs a l'Inventari del Patrimoni Arqueològic i Paleontològic de Catalunya.
La necròpolis és al sud-est del paratge arqueològic de Can Roqueta. S'encaixa entre el vessant occidental de la serra de Sant Iscle i la riba oriental del torrent de Can Llobateres. L'espai funerari és a prop de l'assentament prehistòric de Can Roqueta sector DIASA i de Can Roqueta II. La proximitat d'aquests assentaments i la seva sincronia cronològica posen en relleu un model, ja apuntat per altres investigadors, d'associació poblat-necròpolis en espais diferenciats. Es desconeix si la necròpolis estava encerclada per alguna construcció específica (tanca, rasa...) que protegís l'espai destinat a l'enterrament i al culte, o si bé hi va haver alguna mena de límit orogràfic o ecològic que diferenciés el lloc d'enterrament de la resta d'àrees destinades a l'hàbitat i a la producció.
Manté una situació de preeminència dins el territori que l'envolta, ja que el lloc on s'emplaça és visible des d'una distància considerable i des de la majoria de les prominències existents en el paratge.

## Troballes i cronologia

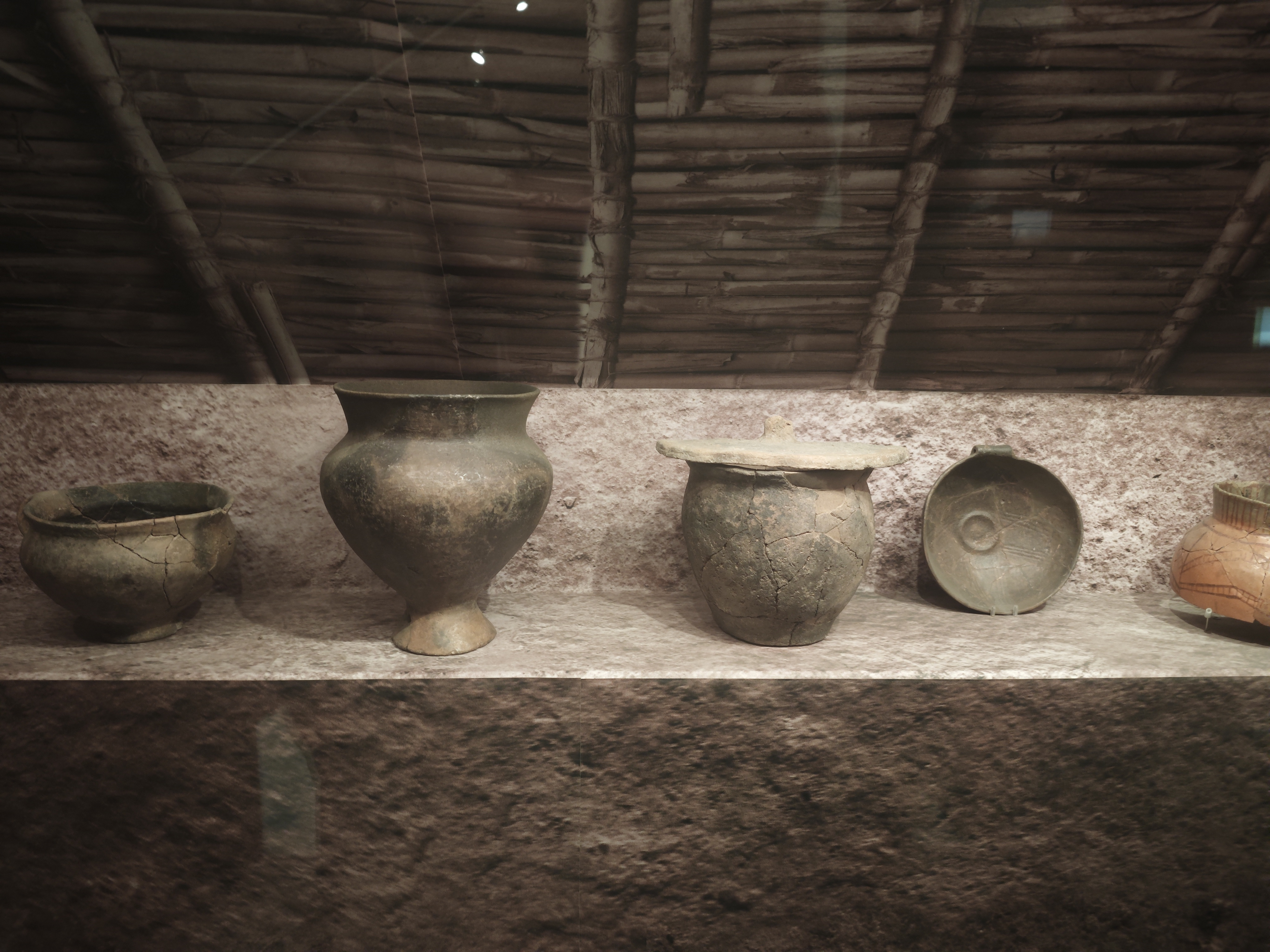
MAC-BCN Objectes domèstics. Primera edat del ferro. s.VII-VI aC. Can Roqueta sector II (Sabadell)

La necròpolis pot dividir-se en dues zones ben diferenciades: una primera zona integrada per un conjunt de petites foses aïllades, de caràcter no funerari i de cronologia indeterminada, i una segona zona, que no arriba als 1.000 metres quadrats, la qual comprèn totes les estructures funeràries. Ambdues zones es troben separades per una distància d'uns 16 metres. En l'espai intermedi no hi ha cap mena de vincle que permeti relacionar ambdues àrees. L'àrea de la necròpolis podria haver estat molt més àmplia. S'ha pogut delimitar per l'est, nord i sud, mentre que per la banda occidental els límits no semblen ser reals, ja que aquest sector va ser escapçat, cap als anys seixanta i setanta, per diverses infraestructures industrials.

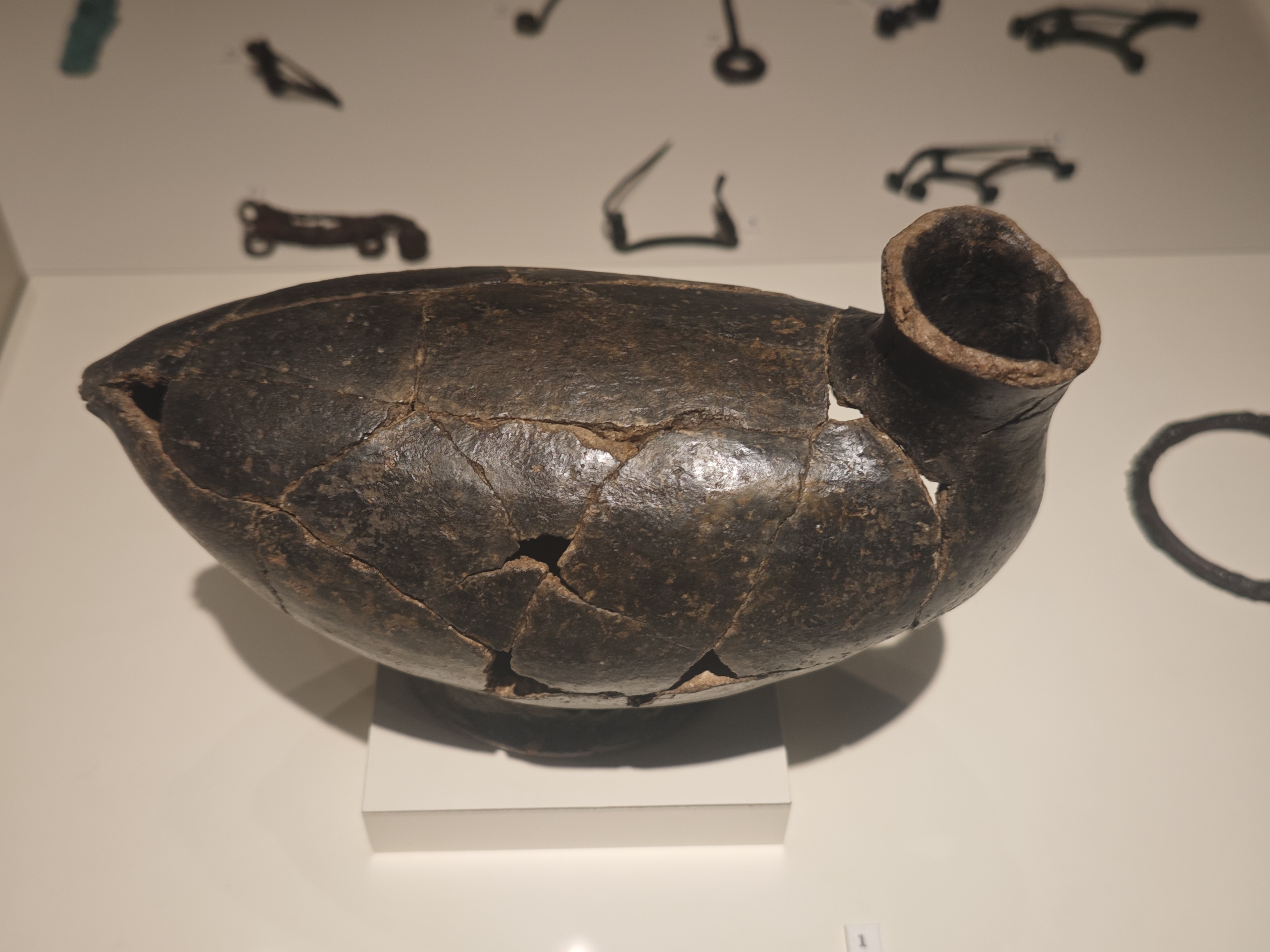
MAC-BCN Vas zoomorf, askos. 600 aC. Ceràmica. Can Piteu-Can Roqueta tomba 677 (Sabadell)

Les estructures neolítiques, un total fins al moment de 27, s'emmarquen cronoculturalment dins del Neolític antic cardial, el neolític postcardial de transició al Neolític mig i el neolític final, essent el conjunt postcardial el més nombrós. La primera gran ocupació del paratge la situem entre finals del III mil·lenni i la primera meitat del segon amb una concentració d'estructures ubicada a l'est i petites agrupacions excavades al subsòl disseminades per tot el paratge. Aquestes són majoritàriament d'emmagatzematge, algunes vinculades a estructures complexes de diversa morfologia i funcionalitat, i estructures funeràries amb inhumacions individuals, dobles, triples o múltiples successives/col·lectives en fosses/sitges (classificades segons la seva complexitat constructiva: simples o amb nínxolxs laterals) i, molt especialment els hipogeus formats per pous d'accés, cambres principals i nínxols secundaris.

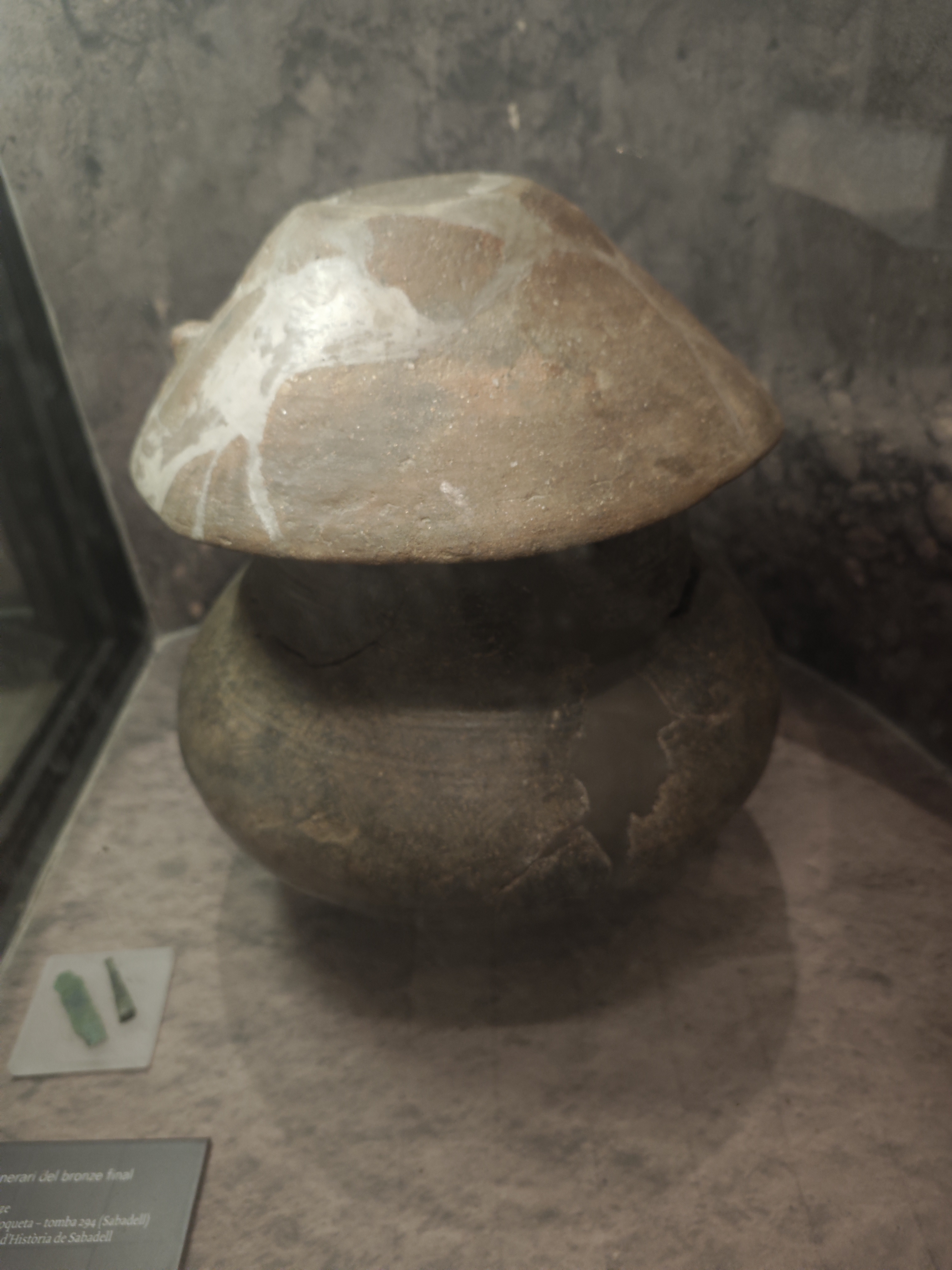
MAC-BCN Conjunt funerari del bronze final s. XI aC. Ceràmica i bronze. Can Piteu - Can Roqueta - tomba 294 (Sabadell)

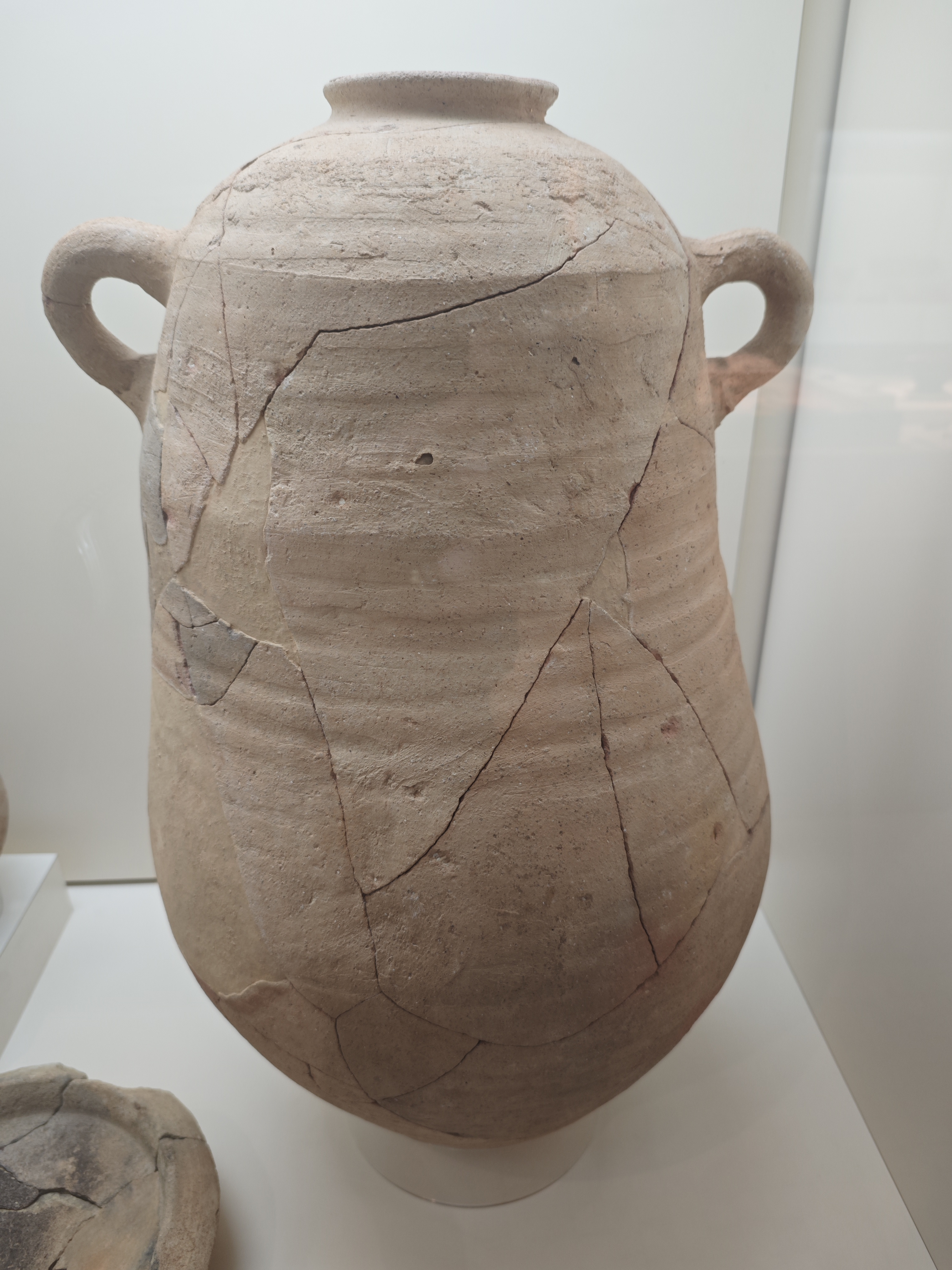
MAC-BCN Gerra tipus pithos. sVII-VI aC. Ceràmica. Can Piteu-Can Roqueta tomba 1007 (Sabadell)

El bronze final demostra un increment del nombre d'estructures i possiblement també demogràfic que culmina amb l'ocupació d'extenses àrees al paratge de Can Roqueta. La primera etapa correspon a un assentament entre el 1350 i el 1100/1000, una petita concentració de sitges i d'estructures de combustió relaciones amb activitats domèstiques. Una segona etapa se situaria entre el 1100/1000 i el 750 amb l'inici del funcionament de l'extensa necròpolis d'incineració i algunes estructures d'hàbitat. La tercera etapa o fase de transició entre el bronze final i la primera edat del ferro s'hauria de situar durant la segona meitat del segle viii. Es tracta d'una fase d'escassa entitat cronològica que només ha estat possible identificar a la necròpolis. La fase inicial de la primera edat del ferro o quarta etapa, s'hauria de datar entre el 725/700 i el 575 definida per materials ceràmics i metàl·lics, i l'ocupació del paratge es desplaça cap al sud, amb sitges com a estructures més significatives. En alguns casos, aquestes s'amortitzen amb una incineració (CRII-718), una inhumació (CRII-193), un volum important d'objectes ceràmics i restes constructives en argila que demostren la proximitat dels espais domèstics. La necròpolis d'incineració de Can Piteu-Can Roqueta es manté encara com a referent de les ocupacions del paratge. En aquesta fase, però, les tombes senzilles conviuen amb un nou tipus funerari de majors dimensions (tombes-sitges) per tal de donar cabuda a una quantitat creixent de vasos d'ofrenes, incloent-hi algun vas a torn de filiació fenícia. També s'incrementa el nombre d'objectes metàl·lics en ferro i bronze amb nous produccions com les fíbules serpentiformes o de ressort bilateral, els cinturons i els elements de banquet (ast o simpulum). La necròpolis s'abandona definitivament cap al 600, donant pas a una nova etapa al paratge. Finalment, la cinquena etapa es l'última ocupació, aquesta sense datacions radiocarbòniques, i ha estat identificada al paratge, especialment al sector Can Roqueta II. En general, es tracta d'una sèrie d'estructures d'emmagatzematge amb un important conjunt ceràmic, entre el que destaquem certes produccions paleoibèriques i emporitanes de ben avançat el segle VI AC. Tot plegat, anuncia el procés d'iberització amb el progressiu abandó del paratge de Can Roqueta i l'aparició dels primers poblats situats dalt dels turons amb arquitectura en pedra, la qual cosa demostra un nou model d'organització i d'explotació del territori.
El paratge de Can Roqueta tornarà a tenir diversos assentaments entre els segles VI i VII d. C. concentrats al sector nord i sud-est, amb prop d'un centenar estructures, que corresponen a sitges, enterraments, hàbitats, dipósits "lacus" i forns.
El tipus d'enterraments i els ritual identificat en aquesta necròpolis són característics dels anomenats cementiris plans. Es poden trobar casos similars en la majoria de necròpolis del bronze final, com per exemple des dels Pirineus fins a l'Ebre, amb els casos destacables de Can Bec de Baix (Agullana), Coll s'Avenc (Tavertet), Can Missert (Terrassa) o El Calvari (El Molar).